# Mbola (Bourrha)
Pour les articles homonymes, voir Mbola.
Mbola (ou Mbolla) est un village du Cameroun situé dans le département du Mayo-Tsanaga et la Région de l'Extrême-Nord, dans les monts Mandara, à proximité de la frontière avec le Nigeria. Il fait partie de la commune de Bourrha.

## Population
En 1966-1967 Mbola comptait 516 habitants, principalement Djimi. Lors du recensement de 2005, 2 513 personnes y ont été dénombrées.